# Sorsajärvi (sjö i Varkaus, Norra Savolax)
Sorsajärvi är en sjö i kommunen Varkaus i landskapet Norra Savolax i Finland. Sjön ligger 103,4 meter över havet. Den är 32,26 meter djup. Arean är 65 hektar och strandlinjen är 6,04 kilometer lång. Sjön  ingår i Vuoksens huvudavrinningsområde.   Den ligger omkring 68 kilometer söder om Kuopio och omkring 290 kilometer nordöst om Helsingfors. 